# Dennis Looze
Dennis Looze (Zaandam, 30 juli 1972) is een professioneel Nederlands triatleet en duatleet uit Elsloo. Hij werd meervoudig Nederlands kampioen op de triatlon en eenmaal Nederlands kampioen op de duatlon. Ook nam hij eenmaal deel aan de Olympische Spelen, maar won bij die gelegenheid geen medailles.
Looze boekte zijn grootste succes in 1996. Toen won hij op het EK olympische afstand in het Hongaarse Szombathely een zilveren medaille. Met een tijd van 1:42.39 finishte hij achter de Belg Luc Van Lierde (goud; 1:42.43) en voor de Duitser Ralf Eggert (brons; 1:43.10).
In 2000 vertegenwoordigde hij zijn vaderland op de Olympische Spelen van Sydney. Daar maakte het sportieve drieluik (1,5 kilometer zwemmen, 40 kilometer wielrennen en 10 kilometer hardlopen) zijn debuut als Olympische sport. Hij kwam in Sydney Harbour als 48ste over de finish in een tijd van 2:00.23,80, vlak achter zijn ploeg- en landgenoten Eric van der Linden (42ste) en Rob Barel (43ste). Het drietal bleef daarmee (ver) achter bij de verwachtingen.
Looze woont in Maaseik. Hij is getrouwd met een Australisch triatlete, Tracy Looze-Hargreaves, die namens Nederland in 2004 deelnam aan de Olympische Spelen van Athene.

## Titels
- Nederlands kampioen triatlon op de olympische afstand: 1995, 1996, 1999, 2004
- Nederlands kampioen triatlon op de middenafstand: 1999, 2007
- Nederlands kampioen duatlon: 1996

## Belangrijke prestaties

### triatlon
- 1993: 27e WK olympische afstand in Manchester - 1:56.46
- 1994: 6e EK olympische afstand in Eichstatt - 1:54.55
- 1994: 6e WK olympische afstand in Wellington - 1:53.04
- 1995:  NK olympische afstand - onbekende tijd
- 1995: 8e EK olympische afstand in Stockholm - 1:48.15
- 1995: 39e WK olympische afstand in Cancún - 1:53.24
- 1996:  NK olympische afstand - onbekende tijd
- 1996:  EK olympische afstand in Szombathely - 1:42.39
- 1996: 12e WK olympische afstand in Cleveland - 1:42.01
- 1996: 5e WK lange afstand in Muncie - 03:50.01
- 1997: 35e WK olympische afstand in Perth - onbekende tijd
- 1998: 28e EK olympische afstand in Velden - 1:55.30
- 1998: 40e WK olympische afstand in Lausanne - 2:01.17
- 1999:  NK olympische afstand in Holten - 1:50.10
- 1999:  NK middenafstand in Stein - 4:03.53
- 1999: 7e EK olympische afstand in Funchal - 1:49.36
- 1999: 36e WK olympische afstand in Montreal - 1:48.04
- 2000:  NK olympische afstand in Holten - 1:50.38
- 2000: 18e EK olympische afstand in Stein - 1:56.36
- 2000: 9e WK olympische afstand in Perth - 1:52.25
- 2000: 48e Olympische Spelen in Sydney - 2:00.23,80
- 2000: DNF Ironman Hawaï
- 2002: 18e EK olympische afstand in Stein - 1:56.36
- 2002: 36e WK olympische afstand in Cancún - 1:48.04
- 2003:  NK olympische afstand in Zundert - 1:53.17
- 2003: 18e EK olympische afstand in Karlovy Vary - 1:58.48
- 2004:  NK olympische afstand in Zundert - 1:46.06
- 2005:  NK olympische afstand in Stein - 2:01.34
- 2005: 26e EK olympische afstand in Lausanne - 1:59.45
- 2005: 45e WK olympische afstand in Gamagōri - 1:54.06
- 2006: 16e EK lange afstand in in Almere - 5:52.35
- 2006:  Triatlon van Veenendaal - 1:56.40
- 2007:  NK middenafstand in Nieuwkoop - 3:55.14

### duatlon
- 1996:  NK in Venray - onbekende tijd